# Ophtalme
L'ophtalme (ophtalmos, œil en grec) est une pierre à laquelle un passage du liber secretorum (livre des secrets), un texte du XIIIe siècle attribué à tort par la suite à Albert Le Grand, attribuait des vertus magiques. Elle aurait permis à son propriétaire de se dérober aux yeux des autres et donc de devenir totalement invisible.

« Pour se rendre invisible, il ne faut que prendre la pierre qu'on nomme ophtalme. On n'en détermine pas la couleur parce qu'elle en a plusieurs. Cette pierre a une telle vertu qu'elle offusque et ôte entièrement la vue à ceux qui sont présents. Constantin [probablement Constantin Ier (empereur romain)] la tenant serrée dans sa main devint aussitôt invisible. »